# High Way Race
High Way Race (ハイウェイレース?, Hai Uei Rēsu), talvolta anche Highway Race, è un videogioco di corsa per arcade edito dalla Taito nel 1983. Viene preso parte a una gara automobilistica che si svolge fuoristrada.
È stato emulato per la prima volta ed è tuttora presente nell'antologia di Hamster Corporation Arcade Archives per PlayStation 4 e Nintendo Switch.

## Modalità di gioco
In High Way Race l'auto del giocatore accelera automaticamente, fino alla velocità massima di 218 chilometri all'ora (135 mph), ma può essere rallentata premendo il pulsante del freno. Le altre vetture sulla pista tenteranno di scontrarvisi, ma se non possono essere schivate, tale auto ha la capacità di saltare per evitarle. Nel gioco si hanno vite illimitate, ma ad ogni collisione, sia con le vetture avversarie che con altri ostacoli, il veicolo esaurisce la sua riserva di carburante e la partita finisce se rimarrà senza benzina.
Intorno a metà gara, appare un camion di carburante con i bracci di rifornimento alla sua sinistra e alla sua destra. L'auto del giocatore può fare rifornimento toccando uno dei bracci, purché non entri in collisione con il camion stesso.
Quando viene raggiunta la fine del percorso di gara, i segnali sulla pista conteranno alla rovescia fino al traguardo. La macchina deve saltare prima di tagliarlo, altrimenti si schianterà nell'acqua sottostante, ponendo fine alla partita. Un salto riuscito non significa che la corsa sia completata, poiché il giocatore deve, una volta atterrato, utilizzare i freni per fermarla in sicurezza. I punti vengono assegnati per il carburante rimanente alla fine della gara e si avanza a quello successivo.

## Accoglienza
In Giappone, la rivista Game Machine ha indicato High Way Race nel numero del 1º luglio 1983 come la quarta nuova unità arcade di maggior successo del mese.